# 보은 후율사
보은 후율사(報恩 後栗祠)는 대한민국 충청북도 보은군 수한면 차정리에 있는, 조선 중기 문신이자 임진왜란 때 의병장으로 활약했던 조헌(1544∼1592)선생을 모시고 있는 사당이다. 1976년 12월 21일 충청북도의 기념물 제15호로 지정되었다.

## 개요
조선 중기 문신이자 임진왜란 때 의병장으로 활약했던 조헌(1544∼1592)선생을 모시고 있는 사당이다.
조헌 선생은 임진왜란이 발생하자 문인인 김정백·이우 등과 1,600여명의 의병을 모아 청주성을 수복하였다. 그러나 당시 충청도 순찰사였던 윤국형의 방해로 의병들이 강제해산 당하고 남은 700명으로 금산에서 싸우다 수적인 열세를 극복하지 못하고 모두 전사하였다.
이곳은 금산 전투에서 순절한 700여명의 의사(義士)와 그를 기리기 위해 숙종 때 세운 것으로 그가 이율곡의 문하생이라 ‘후율사’라고 불렀다. 고종 8년(1871) 흥선대원군의 서원철폐령으로 헐린 것을 1928년 다시 세웠다. 지금은 그와 함께 순국한 의사 20분의 위패를 모시고 있다.
앞면 3칸·옆면 2칸 규모의 건물로, 지붕은 옆면에서 볼 때 사람 인(人)자 모양의 맞배지붕으로 꾸몄다.

## 같이 보기
- 조헌

## 참고 문헌
- 보은 후율사 - 국가유산청 국가유산포털